# 성 알렉시스전
《성 알렉시스전》(프랑스어: Vie de saint Alexis)은 작가 불명의 성자전이다.
로마 영주의 아들 알렉시스가 결혼식날 밤, 이 세상의 사랑과 행복을 버리고 가정을 떠나 가난하고 비참하지만 깨끗한 생활을 하다가 육친의 애정과 슬픔에 싸인 채 성자로 승천한다는 이야기이다. 10음철(音綴) 625행. 성자의 금욕적 영웅 행위와 가족의 인간적인 정감을 병행하여 엮은 균형잡힌 구성과 간명한 표현에 의한 인간 감정의 서정적이며 감동적인 묘사는 이미 <롤랑의 노래>를 충분히 예시(豫示)하고 있다